# Ildegonda (novella)
Ildegonda è una novella in ottave in lingua italiana di Tommaso Grossi. Divisa in quattro parti fu pubblicata nel 1820.

## Trama

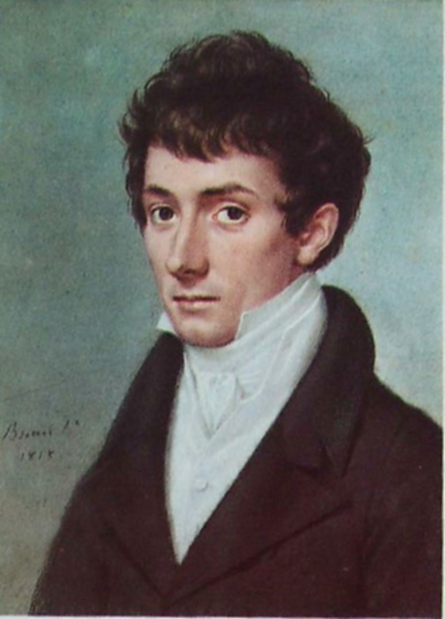
Tommaso Grossi

La vicenda si svolge a Milano attorno al 1228.
- Parte prima. Ildegonda è una giovane milanese, figlia del marchese Rolando Gualderano. Federico II minaccia Milano, e Rolando Gualderano, accompagnato dal figlio Rogiero, si reca a Roma per chiedere aiuto militare contro l'imperatore. Nella città papale i due sono ospitati generosamente dal conte Ermenegardo Falsabiglia. Il conte Falsabiglia e il marchese Gualderano progettano di cementare l'amicizia con un doppio contratto nuziale: l'unica figlia del conte Falsabiglia, erede dell'ingente patrimonio, sposerebbe Rogiero Gualderano, e in cambio al conte Falsabiglia, vedovo, verrebbe data la mano di Ildegonda. La giovanissima Ildegonda, tuttavia, ama il cavaliere Rizzardo Mazzafiore e ne è riamata; la ragazza cerca di resistere alle nozze scontrandosi però col padre e con il fratello i quali minacciano di richiuderla in convento qualora rifiuti il matrimonio col ricco Falsabiglia. Una sera Rogiero sorprende la sorella a colloquio con Rizzardo. Rogiero si avventa su Rizzardo e riesce a ferirlo a tradimento con la spada; denuncia poi la sorella al padre. Il marchese, adirato, maledice la figlia e vorrebbe addirittura ucciderla. Ildegonda ha salva la vita per l'intervento della propria madre, ma viene rinchiusa per punizione nel Monastero maggiore.
- Parte seconda. Il conte romano ha notizia del rifiuto di Ildegonda e quindi scioglie anche il contratto di matrimonio della propria figlia con Rogiero. Costui pensa tuttavia che le doppie nozze potrebbero essere ancora celebrate se Rizzardo Mazzafiore fosse eliminato. Il malvagio fratello decide pertanto di ricorrere alla calunnia e alla corruzione per far accusare Rizzardo di eresia e metterlo nelle mani del crudele e fanatico Oldrado da Tresseno[2]. Intanto nel chiostro Ildegonda stringe amicizia con Ildebene, una ragazza che era stata rinchiusa in convento contro la propria volontà. Le notizie della morte della madre e delle mene del fratello portano Ildegonda a ribellarsi alle regole del convento. Viene perciò sottoposta della suore a un duro regime di punizioni e maltrattamenti. Nel frattempo Rizzardo decide di partire per la crociata con Federico II e spera di essere accompagnato in Terrasanta da Ildegonda. Rizzardo riesce a comunicare i suoi progetti a Ildegonda e organizza l'evasione della fanciulla. Il tradimento di un uomo di Rizzardo, corrotto da Rogiero, fa fallire il piano: Ildegonda viene ricondotta al chiostro mentre Rizzardo viene processato come eretico. La badessa, complice di Rogiero, avverte la fanciulla che Rizzardo sarà processato per eresia, ma la sorte del giovane cavaliere è nelle mani di Ildegonda: Rizzardo scamperà al rogo solo se Ildegonda rinuncerà a lui professando i voti. La fanciulla accetta.
- Parte terza. Il giorno dei morti Ildegonda si accinge a professare i voti monacali di povertà, castità e obbedienza. Ildebene riesce tuttavia ad avvicinare Ildegonda e farle capire che è vittima di un raggiro della badessa e del fratello. Al momento di pronunciare i voti Ildegonda sviene e la cerimonia viene rimandata. Per forzare la fanciulla ad accettare il velo, Ildegonda viene sottoposta a una serie di prediche spaventose sul peccato e le pene eterne per i peccatori; mentendo, la badessa le dice inoltre che Rizzardo è stato arso come eretico. Oppressa da incubi e disperata, Ildegonda si getta da una finestra ma, seppur ferita, sopravvive.
- Parte quarta. Ildegonda, ferita, è assistita dall'amica Ildebene. Ildegonda delira: è convinta che Rizzardo fosse colpevole di eresia, sia stato giustiziato e quindi dannato e che lei, rea di aver amato un eretico e non pentita del suo amore, sia destinata ugualmente all'eterna dannazione. Dopo qualche giorno le condizioni fisiche di Ildegonda peggiorano; Ildebene chiama un sacerdote, lo stesso che ha assistito Rizzardo, il quale rivela a Ildegonda che Rizzardo è sì morto, ma in grazia di Dio. La disperazione della fanciulla si placa ancora di più quando le giunge una lettera del padre che le chiede perdono per il male che le ha fatto e la benedice. Ildegonda muore tranquilla tra le braccia della fedele Ildebene.

## Critica
La novella ebbe un gran successo di pubblico. Pochi mesi dopo la prima edizione, Tommaso Grossi ne fece una seconda edizione riveduta e corretta a cui ne seguirono altre due, pubblicate a Firenze nel 1823 e nel 1825. Ammirata nello stesso tempo dai romantici per il contenuto e dai classicisti per la forma, la novella piacque a Manzoni, che la trovava di gran lunga superiore alla Fuggitiva, e a Fauriel. Venne ridotta già nel 1823 in dramma teatrale; nel 1840 Temistocle Solera ne trasse un libretto d'opera musicato da Emilio Arrieta (Ildegonda, 1845), da Melesio Morales nel 1866 e dallo stesso Solera nel 1840.
Qualche riserva mostrò invece Francesco De Sanctis nella terza lezione nel corso di letteratura comparata tenuto all'università di Napoli nell'anno accademico 1872-73:
(Francesco De Sanctis, La letteratura italiana nel secolo XIX - volume secondo - La scuola liberale e la scuola democratica, in Franco Catalano (a cura di), Opere complete di Francesco De Sanctis, Vol. VII, Bari: Gius. Laterza & figli, 1954 (pdf in LiberLiber; 2.85 Mb))